# Uroxys coarctatus
Uroxys coarctatus är en skalbaggsart som beskrevs av Edgar von Harold 1867. Uroxys coarctatus ingår i släktet Uroxys och familjen bladhorningar. Inga underarter finns listade i Catalogue of Life.